# Diplocentrus ochoterenai
Espèce
Diplocentrus ochoterenai est une espèce de scorpions de la famille des Diplocentridae.

## Distribution
Cette espèce est endémique de l'État d'Oaxaca au Mexique. Elle se rencontre vers San Juan Bautista Cuicatlán, Santiago Chazumba, Valerio Trujano et Teotitlán de Flores Magón.

## Description
Le mâle décrit par Francke en 1977 mesure 86,00 mm et la femelle 70,90 mm.

## Étymologie
Cette espèce est nommée en l'honneur d'Isaac Ochoterena.

## Publication originale
- Hoffmann, 1931 : Monografias para la Entomologia Medica de Mexico. Monografia num. 2. Los Scorpiones de Mexico. Primera parte Diplocentridae, Chactidae, Vejovidae. Anales del Instituto de Biologia Mexico, vol. 2, no 4, p. 291-408.